# ウルフフィッシュ (潜水艦)
ウルフフィッシュ（USS Wolffish, SS-434）は、アメリカ海軍の潜水艦。バラオ級潜水艦の一隻。艦名はオオカミウオ科の総称に因む。
ウルフフィッシュの建造はペンシルベニア州フィラデルフィアのウィリアム・クランプ・アンド・サンズ社で起工されたが、1944年7月29日に建造キャンセルされた。